# Vereinte Nationale Bewegung
Die Vereinte Nationale Bewegung (georgisch ერთიანი ნაციონალური მოძრაობა Ertiani Nazionaluri Modsraoba, kurz ENM) ist eine politische Partei in Georgien. Sie ist eine Mitte-rechts-Partei, die liberale und demokratische Reformen im politischen System Georgiens sowie den Beitritt des Landes in die NATO und die Europäische Union anstrebt.

## Geschichte
Die ENM wurde im Oktober 2001 von Micheil Saakaschwili gegründet, der auch ihr Vorsitzender wurde. Im April 2002 schloss sie sich mit der Republikanischen Partei zur Nationalen Bewegung – Demokratische Front (EMDP) zusammen. Erfolgreich gewann die Partei die Tifliser Stadtratswahl im Juni 2002. Im November 2003 war sie eine Trägerin der Rosenrevolution in Georgien.
Am 5. Februar 2004 schloss sich die EMDP mit den Vereinten Demokraten des verstorbenen Premierministers Surab Schwania, Anhängern der Parlamentspräsidentin Nino Burdschanadse und einem Teil der Anhänger des früheren Präsidenten Swiad Gamsachurdia, der Union der Nationalen Kräfte zur Nationalen Bewegung – Demokraten (NMD) zusammen. Inzwischen hat die Partei wieder ihren ursprünglichen Namen Vereinte Nationale Bewegung angenommen, während die Parlamentsfraktion den Namen Nationale Bewegung – Demokraten (georgisch  ნაციონალური მოძრაობა – დემოკრატები/Nazionaluri Modsraoba – Demokratebi) beibehielt.
Bei der Parlamentswahl am 28. März 2004 errang die Partei 66,24 % der Wählerstimmen. Im georgischen Parlament war sie durch 158 Parlamentarier in zwei Fraktionen vertreten. Die Fraktion Nationale Bewegung – Demokraten hatte 138 Mitglieder, die mit ihr verbundene Fraktion der Wahlkreisabgeordneten 20 Mitglieder. Die Partei verfügte damit über die Mehrheit in der Legislative. Im Stadtrat von Tiflis besetzte sie 34 von 37 Sitzen.
Bei der Parlamentswahl im Mai 2008 konnte die ENM ihre Vormachtstellung im Parlament behaupten. Die Partei gewann 59,5 % der Stimmen und sicherte sich so 120 von 150 durch das Verhältniswahlrecht vergebenen Parlamentssitze. Bei der Parlamentswahl im Oktober 2012 verlor die ENM ihre Mehrheit an das Parteienbündnis Georgischer Traum. Die Partei rutschte auf 40,22 % der Stimmen und besetzte gerade 63 der 150 Sitze im Parlament. An der Regierungsbildung war sie nicht mehr beteiligt. Ihre Fraktion bildet seitdem die parlamentarische Opposition. Bei der Parlamentswahl 2016 erreichte sie noch 27 der 150 Sitze.

## Grundsätze und Ziele
Die ENM versteht sich als liberal-demokratische Partei. Sie verlangt drastische Reformen gegen Korruption sowie eine Verstärkung der Transparenz und der öffentlichen Kontrolle der Regierung. In ihrem Wahlprogramm vom 9. März 2004 plädiert sie für einen Ausbau des Sozialstaats, eine Erhöhung der Renten und eine Verbesserung des Investitionsklimas. Außenpolitisch strebt die Partei eine Integration Georgiens in die euroatlantischen Strukturen, eine Verbesserung der Beziehungen zu Russland und eine Verstärkung der Kooperation mit den USA an.

## Parteiflügel
Die Infrastruktur der Partei gilt als sehr stark. Der Partei sind viele neue Mitglieder zugeflossen. Sie konnte sich im Wahlkampf zudem auf Regierungsressourcen stützen. Als wichtige Flügel der Partei gelten der „junge Flügel“ um den einflussreichen Parlamentarier Giga Bokeria und der „Schwania-Flügel“, der aus den Anhängern des verstorbenen Ministerpräsidenten besteht.
Über die Kandidatenliste zur georgischen Parlamentswahl im März 2004 kam es zwischen den Parteiführern Saakaschwili, Schwania und Burdschanadse zu Auseinandersetzungen. Die Parlamentspräsidentin war mit der Liste unzufrieden, weil sie ihre Anhänger nicht genügend darauf repräsentiert sah. Sie erhielten nur 20 von 130 Listenplätzen. Die Anhänger Saakaschwilis besetzten die Mehrzahl der Plätze, gefolgt von den Anhängern Schwanias. Nachdem sich der Vorgang zur Parlamentswahl 2008 wiederholte, trat Burdschanadse nicht mehr als Parlamentskandidatin an.

## Abspaltungen

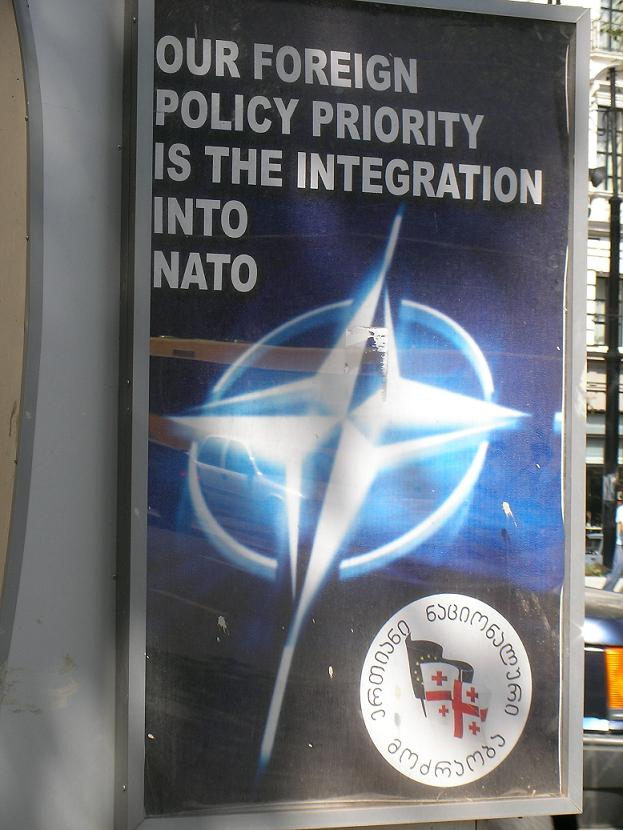
ENM-Plakat in Tiflis

Im Laufe der Jahre 2004 und 2005 kam es immer wieder zu oppositionellen Abspaltungen von der Nationalen Bewegung – Demokraten. Im Juni 2004 trennte sich die „Republikanische Partei“ von der ENM. Zu den Regionalwahlen in Adscharien trat sie mit einer eigenen Wahlliste an und bezichtigte die Partei später des Wahlbetrugs. Im November 2004 verließen die Abgeordneten Swiad Dsidsiguri, Koba Dawitaschwili und Kacha Kukawa, Anhänger des früheren Präsidenten Gamsachurdia, die ENM. Sie gründeten die „Konservative Partei Georgiens“.
Im Oktober 2005 verließen verschiedene Abgeordnete um den stellvertretenden ENM-Fraktionsvorsitzenden im georgischen Parlament, Dawit Surabischwili, die Partei und gründeten gemeinsam mit den Parlamentariern der „Konservativen Partei“ die Oppositionsfraktion „Demokratische Front“. Sie halten das Reformtempo für zu langsam und fordern ein "Georgien ohne Überreste von Schewardnadse". Am 25. September 2007 gab der ENM-Mitbegründer sowie frühere Innen- und Verteidigungsminister Irakli Okruaschwili die Gründung der Partei Bewegung für ein vereintes Georgien bekannt und kritisierte scharf die Politik Saakaschwilis und der ENM.

## Internationale Beziehungen
Die ENM-Mitglieder in der Parlamentarischen Versammlung des Europarats gehören der Gruppe der Allianz der Liberalen und Demokraten für Europa (ALDE) an. Der ENM-Abgeordnete Giga Bokeria ist stellvertretender Vorsitzender der ALDE-Gruppe. Seit März 2007 prüft die ENM eine Kooperation und Zusammenarbeit mit der Europäischen Volkspartei. Seit 2008 hat sie in ihr Beobachterstatus.
Die Partei unterhält enge Beziehungen zur ukrainischen Oppositionspartei „Unsere Ukraine“ (ukrainisch Наша Україна/Nascha Ukrajina). Einer der NMD-Mitbegründer, Georgiens verstorbener Ministerpräsident Schwania, hatte im Frühjahr 2003 Spenden des russischen Oligarchen Boris Beresowski für die Kampagne des Präsidentschaftskandidaten von „Unsere Ukraine“, Wiktor Juschtschenko, eingeworben.